# Suore di carità di San Vincenzo de' Paoli (Vienna)
Le Suore di carità di San Vincenzo de' Paoli, Figlie della carità cristiana (in tedesco Barmherzigen Schwestern vom heiligen Vinzenz von Paul, Töchter der christlichen Liebe), sono un istituto religioso femminile di diritto pontificio.

## Storia
Il 2 marzo 1832, su richiesta del conte Ludwig Coudenhove e con l'appoggio dell'imperatrice Carolina Augusta di Baviera, le suore della carità di Zams, oriunde di Strasburgo, aprirono una casa a Gumpendorf per assistervi i colerosi.
L'arcivescovo di Vienna, Vinzenz Eduard Milde, diede alla comunità la regola delle Figlie della carità di san Vincenzo de' Paoli e assegnò alle suore un sacerdote secolare di sua nomina come superiore. Le costituzioni dell'istituto furono approvate da papa Gregorio XVI il 15 settembre 1835.
Il 15 giugno 1831 la Santa Sede approvò le nuove costituzioni dell'istituto e aggiunse al suo nome il sottotitolo "Figlie della carità cristiana", per sottolineare il legame della congregazione con le vincenziane di Parigi.

## Attività e diffusione
Le suore si dedicano all'assistenza all'infanzia e agli ammalati.
Oltre che in Austria, sono presenti in Repubblica Ceca; la sede generalizia è a Vienna.
Alla fine del 2015 l'istituto contava 189 religiose in 9 case.